# Luis Da Silva
Luis Fernando Da Silva jr. (Elizabeth (New Jersey), 3 augustus 1982), ook wel bekend als Trikz, is een Amerikaans acteur, auteur en freestyle basketballer.

## Biografie
Da Silva is van Portugese komaf en verwierf bekendheid nadat hij in 2001 headliner was van de Nike freestyle-advertentiecampagne. Hij was de eerste streetball-atleet die een advertentiecontract van Nike tekende. Da Silva begon zijn acteercarrière in 2004 met een aflevering in de televisieserie Law & Order: Criminal Intent.
In 2005 bood Midway Games Da Silva een hoofdrol in de nieuw ontwikkelde computerspel L.A. Rush, waarvan internationaal 1 miljoen exemplaren werden verkocht. In 2009 bereikte Da Silva een persoonlijk doel om een Guinness World Record te vestigen van 24 opeenvolgende nekvangsten van een basketbal.
In 2009 werd Da Silva de jongste persoon ooit opgenomen in de City of Elizabeth Athletic Hall of Fame. In de The Fast and the Furious-filmreeks speelde hij de rol van Diogo in de films Fast Five (2011) en Fast X (2023). In 2014 publiceerde hij zijn eerste kinderboek getiteld A Boy Named Boo, dat hij schreef en illustreerde.